# Внутренняя грамматика
«Внутренняя грамматика» (ивр. הדקדוק הפנימי‎) — израильский художественный фильм-драма режиссёра Нира Бергмана 2010 года по роману Давида Гроссмана «Учебник внутренней грамматики». Лауреат приза им. Хаджаджа (Гран-при Иерусалимского кинофестиваля) и Большого приза «Сакура Токио» Токийского кинофестиваля.

## Сюжет
Аарон Кляйнфельд — вожак мальчишеской компании, растущий в Иерусалиме в небогатой семье рабочего-репатрианта из Польши в конце 1960-х годов (накануне Шестидневной войны). Не по годам развитый умственно и тонко чувствующий Аарон (отец, переживший советский лагерь, даже боится за него, рассказывая, что в тяжёлых условиях интеллектуалы и творческие личности погибают первыми) физически отстаёт в развитии и с завистью наблюдает за тем, как мужают его сверстники. Ему приходится пережить разочарование в отце, увлёкшемся соседкой (которую Аарон подозревает в шпионаже) и вступить в заранее проигранную борьбу с лучшим приятелем за самую красивую девочку в классе. 
Вокруг главного героя постепенно исчезают близкие люди — старшая сестра уходит в армию, бабушку отправляют в дом престарелых, друзья уезжают в молодёжный лагерь (куда его не взяли из-за физической неразвитости). Всё больше оттесняемый на обочину повседневной жизни, отчаявшись в своём стремлении «быть, как все», мальчик постепенно замыкается в себе, придумывая для собственных мыслей особую «внутреннюю грамматику». Убеждённый в том, что он никогда не вырастет, Аарон описывает своё состояние как нескончаемый Present continuous и повторяет про себя: I am jumping. I am running. I am Aharoning…

## В ролях
- Рои Эльсберг — Аарон Кляйнфельд
- Йехуда Альмагор — Моше, отец Аарона
- Орли Зильбершац — Хинда, мать Аарона
- Яэль Сгерски — Йохи, сестра Аарона
- Ривка Гур — «Мамчу», бабушка Аарона
- Эвелин Каплун — Эдна Блюм
- Эден Лютенберг — Гидон
- Рони Таль — Яэли
- Руслан Левчук / Адам Кеннет — Цахи
- Лимор Гольдштейн — госпожа Смитанка
- Йехуда Мор
- Эдна Розенталь
- Орна Тальмон
- Арье Эльдар

## Съёмочная группа
- Режиссёр — Нир Бергман
- Сценарист — Нир Бергман
- Литературный источник — «Учебник внутренней грамматики» (Давид Гроссман)
- Продюсер — Асаф Амир
- Оператор — Биньямин Хирам
- Костюмер — Натан Эльканович
- Звукооператоры — Авив Альдема, Давид Лис
- Монтаж — Эйнат Глазер-Зархин

## Критика
В целом фильм был удостоен положительных отзывов. Критики отмечают, что тема картины, вслед за положенным в её основу романом, перекликается с историей Питера Пэна и «Жестяным барабаном» Гюнтера Грасса, однако обозреватель израильского журнала «Пнай плюс» обращает внимание, что там, где Фолькер Шлёндорф в своей экранизации романа Грасса и Давид Гроссман в «Учебнике внутренней грамматики» развивают мистические, сказочные мотивы, Нир Бергман решает проблему в реалистическом, хотя и поэтическом, ключе.
Критиками отмечается блестящая, тонкая и продуманная работа исполнителя главной роли — Рои Эльсберга. В то же время сценарий получил критический отзыв в газете Forward, где была отмечена неудача Бергмана как сценариста в попытке «запихать» слишком много сюжетных линий из романа в час и 45 минут экранного времени; в итоге многие из них остались лишь схематически намечены, но при этом слишком много времени уделено соседке Эдне Блюм, старающейся «влюбить» в себя отца Аарона.

## Награды и номинации
- Иерусалимский международный кинофестиваль — приз им. Хаджаджа (Гран-при, 2010)
- Кинофестиваль в Токио — Большой приз «Сакура Токио» (2010)
- Международный кинофестиваль в Майами — номинация на приз Большого жюри (2-е место, 2011)
- Премия Израильской академии кино и телевидения — номинации в 12 категориях, в том числе «Лучший фильм» (2010)